# Мидзусима, Цутому
Цутому Мидзусима (яп. 水島 努 Мидзусима Цутому, род. 6 декабря 1965) — японский режиссёр аниме.

## Карьера
Родился в районе Хата города Мацумото, уезд Хигаситикума, префектуры Нагано. Окончил среднюю школу красоты.
В 1986 году начал работать в студии Shin-Ei Animation. Первой его работой стал сериал «Дораэмон», в работе над которым он принял участие в качестве ассистента продюсера. За этим последовала работа над сериалами Esper Mami и Chimpui. В 1991 году он стал раскадровщиком и режиссёром эпизодов в сериале Oishinbo. В 1994 году состоялся его режиссёрский дебют: в фильме Crayon Shin-chan: The Secret Treasure of Buri Buri Kingdom он был режиссёром-постановщиком, сценаристом и раскадровщиком. После этого продолжал работать над серией Crayon Shin-chan до 2004 года.
В 2004 году участвовал в создании сериала Genshiken, в одной из серий которого был автором сценария и раскадровщиком.
Наибольшую известность Мидзусиме принёс сериал ×××HOLiC, выходивший с 2005 по 2010 год, в котором он был режиссёром, сценаристом, раскадровщиком и постановщиком. В 2012 году был режиссёром и раскадровщиком сериала Another.
В декабре 2013 года он выиграл индивидуальную награду на 18-й церемонии Animation Kobe. Причина этой награды в том, что его первая оригинальная работа Girls und Panzer была отмечена различными СМИ как пример «возрождения города с помощью аниме». Кроме того комитет обратил внимание на его универсальность в создании широкого спектра проектов, от аниме-гэгов до серьёзных работ и подростковой драмы. Помимо этого отмечалось, что Мидзусима сам сочиняет тексты песен и музыку для своих фильмов.
По словам Киёси Танэ, руководителя журнала Otona Anime, Мидзусима был одним из самых загруженных аниме-режиссёров в Японии в 2015 году. С 2010 года он является разносторонним специалистом, успешно снявшим широкий спектр оригинальных аниме в различных жанрах. Наибольшее внимание привлекли два его хита, снятые по оригинальным сценариям: Girls und Panzer и Shirobako. С другой стороны, можно сказать, что он настолько ловок, что трудно разглядеть его творчество, но авторский подход Мидзусима заключается в духе обслуживания, ориентированном на потребителя, который достиг такого уровня, который никто другой не может имитировать.
В аниме, над которыми он работал, персонажи часто исполняют оригинальные танцы и гимнастику, хореографию которых ставит сам Мидзусима.
Мидзусиму часто путают с другим режиссёром анимации Сэйдзи Мидзусимой. Однажды они оба пошутили, что они «на самом деле братья» и с тех пор называют друг друга братьями при общении в Твиттере.
В своих работах он часто сотрудничает со сценаристами Митико Ёкотэ и Рэйко Ёсидой, аниматорами Дзюнъитиро Танигути и Сусуму Мицунакой, а также композиторами Рюдзи Такаги и Сиро Хамагути.
Сам режиссёр описывает свои привычки как: «Я умру, как только будет свободное время» и «Я всё время сумасшедший».

## Список работ

### Аниме-сериалы
- «Дораэмон» (с 1987) — ассистент продюсера
- Esper Mami (1987—1989) — ассистент продюсера
- Oishinbo (1988–1992) — раскадровщик
- Chimpui (1989—1991) — ассистент продюсера
- Haré+Guu (2001) — режиссёр-постановщик
- xxxHolic (2006) — режиссёр-постановщик
- Kujibiki Unbalance (2006) — режиссёр-постановщик
- Big Windup! (2007—2010) — режиссёр-постановщик
- xxxHolic: Kei (2008) — режиссёр-постановщик
- Kemeko Deluxe! (2008) — режиссёр-постановщик
- Squid Girl (2010—2011) — режиссёр-постановщик
- Yondemasuyo, Azazel-san (2011) — режиссёр-постановщик
- Blood-C (2011) — режиссёр-постановщик
- Another（2012）— режиссёр-постановщик, раскадровщик и режиссёр эпизода, раскадровка открывающей заставки
- Joshiraku (2012）— режиссёр-постановщик, сценарий, раскадровщик, режиссёр эпизода и закрывающей заставки
- Girls und Panzer (2012) — режиссёр-постановщик, раскадровщик и режиссёр эпизода, закрывающей заставки, хореограф танца рыбы-удильщика
- Yondemasuyo, Azazel-san Z (2013) — режиссёр-постановщик
- Genshiken Nidaime (2013) — режиссёр-постановщик
- Witch Craft Works (2014) — режиссёр-постановщик
- Shirobako (2014—2015) — режиссёр-постановщик
- Prison School (2015) — режиссёр-постановщик
- Mayoiga (2016) — режиссёр-постановщик
- Kouya no Kotobuki Hikoutai (2019) — режиссёр-постановщик
- Shumatsu Train Doko e Iku? (2024) — режиссёр-постановщик

### OVA
- Bokusatsu Tenshi Dokuro-chan (2005) — режиссёр, автор сценария, раскадровка серий и титров (опенинг / эндинг), автор текста песен, директор картины
- Ichigo 100% (2005) — сценарист, аниматор
- Dai Mahou Touge (2006) — режиссёр-постановщик
- Genshiken (2006) — режиссёр-постановщик
- Bokusatsu Tenshi Dokuro-chan Second (2007) — режиссёр-постановщик, сценарист, автор текста песен и постановщик заставок
- xxxHOLiC Shunmuki (2009）— режиссёр-постановщик, раскадровка, режиссёр эпизода
- Mudazumo Naki Kaikaku: The Legend of Koizumi (2010) — режиссёр-постановщик
- xxxHOLiC Rou (2010）— режиссёр-постановщик, раскадровка, режиссёр эпизода
- Yondemasu yo, Azazel-san. (2010)— режиссёр-постановщик, раскадровщик, режиссёр эпизода
- Plastic Nee-san (2011, Web) — режиссёр-постановщик, звукорежиссёр, раскадровщик и режиссёр эпизода, раскадровка открывающей заставки
- Another: The Other — Inga (2012) — режиссёр-постановщик
- Joshiraku (2013) — режиссёр-постановщик
- Genshiken Nidaime no Roku (2013) — режиссёр-постановщик, звукорежиссёр, раскадровщик
- Girls und Panzer: Kore ga Hontou no Anzio-sen Desu! (2014) — режиссёр-постановщик, раскадровщик
- Witch Craft Works: Takamiya-kun to Imouto no Warudakumi (2015) — режиссёр-постановщик, раскадровщик
- Prison School: Mad Wax (2016) — режиссёр-постановщик, раскадровщик

### Анимационные фильмы
- Crayon Shin-chan, The Hidden Treasure of the Kingdom of Buri Buri (1994) — помощник режиссёра
- Crayon Shin-chan Unkurosai’s Ambition (1995) — помощник режиссёра
- Crayon Shin-chan Henderland’s Adventure (1996) — помощник режиссёра
- Crayon Shin-chan Dark Tamatama Great Pursuit (1997) — режиссёр-постановщик
- Crayon Shin-chan Dengeki! Pig’s Hizume Daisakusen (1998) — режиссёр-постановщик
- Crayon Shin-chan Explosion! Hot Spring Exciting Battle (1999) — режиссёр-постановщик, раскадровщик
- Crayon Shin-chan Crayon Paradise! Made in Saitama (1999) — режиссёр-постановщик, раскадровщик, сценарист, композитор
- Crayon Shin-chan, the jungle that calls the storm (2000) — режиссёр-постановщик, раскадровщик
- Crayon Shin-chan: Moretsu Calling a Storm! Counterattack of the Adult Empire (2001) — режиссёр-постановщик, раскадровщик
- Crayon Shin-chan: A Storm Calling Appare! Sengoku Taisen (2002) — режиссёр-постановщик, раскадровщик
- Crayon Shin-chan: Arashi o Yobu Eikou no Yakiniku Road (2003) — режиссёр-постановщик, раскадровщик, сценарист
- Crayon Shin-chan: Arashi o Yobu Yuuhi no Kasukabe Boys (2004) — режиссёр-постановщик, раскадровщик, сценарист
- Gekijouban xxxHOLiC: Manatsu no Yo no Yume (2005) — режиссёр-постановщик, раскадровщик
- Girls und Panzer der Film (2015) — режиссёр-постановщик
- Girls und Panzer das Finale (2017 — наст. время) — режиссёр-постановщик
- Gekijouban Shirobako (2020) — режиссёр-постановщик
- Kouya no Kotobuki Hikoutai Kanzenban (2020) — режиссёр-постановщик

### Кинофильмы
- BALLAD Nameless Koi no Uta (2009) — помощник сценариста

### Drama CD
- Moriguchi Orito’s Yin Yang Road (2009) — сценарист, звукорежиссёр

### Ранобэ
- Bokusatsu Tenshi Dokuro-chan (2006) — соавтор